# Саидов, Равшан
Равшан Саидов — советский узбекистанский хозяйственный деятель, Герой Социалистического Труда.

## Биография
Родился в 1932 году на территории современного Нурабадского района Самаркандской области. Член КПСС с 1961 года.
В 1945—1992 — чабан, старший чабан колхоза «Ленинчи чарвадар» Нарпайского района Самаркандской области.
Указом Президиума Верховного Совета СССР от 22 марта 1966 года присвоено звание Героя Социалистического Труда с вручением ордена Ленина и золотой медали «Серп и Молот».
Жил в Нурабадском районе Самаркандской области.

## Награды и звания
- Герой Социалистического Труда (22.03.1966)
- Орден Ленина (22.03.1966)
- Орден Трудового Красного Знамени (06.08.1958)